# Pont Bhumibol
Le pont Bhumibol (en thaï : สะพานภูมิพล) est un pont qui fait partie de la rocade industrielle de treize kilomètres de long qui relie le sud de Bangkok à la province de Samut Prakan.
Le pont traverse deux fois le fleuve Chao Phraya, avec deux travées à haubans de longueurs de 702 mètres et 582 mètres soutenues par deux pylônes en forme de losange de 173 mètres et 164 mètres de haut. Là où les deux travées se rencontrent, une autre route monte pour les rejoindre à un échangeur suspendu à 50 mètres au-dessus du sol.
Les deux travées portent les noms de pont Bhumibol 1 et pont Bhumibol 2.

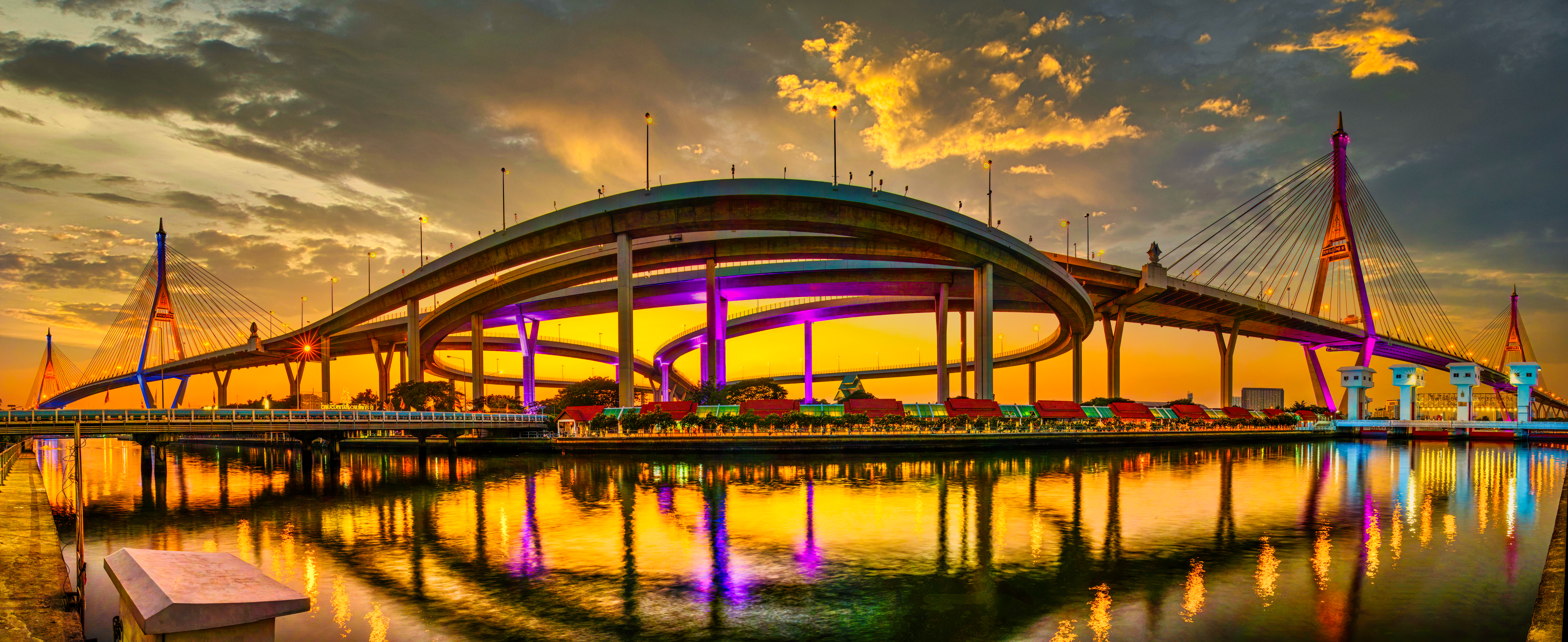
Le pont Bhumibol.